# Acronicta asiatica
Acronicta asiatica là một loài bướm đêm trong họ Noctuidae.